# Centropogon beslerioides
Centropogon beslerioides là loài thực vật có hoa trong họ Hoa chuông. Loài này được (Kunth) DC. mô tả khoa học đầu tiên năm 1839.